# Top of the World (Pussycat Dolls)
Top of the World è un singolo promozionale estratto dal secondo album in studio delle Pussycat Dolls, Doll Domination, ed è stato pubblicato il 3 febbraio 2009 solo negli Stati Uniti e in Canada.

## Tracce
Download digitale
1. Top of the World – 3:13

## Classifiche
| Classifica (2009)      | Posizione massima |
| ---------------------- | ----------------- |
| Canada                 | 53                |
| U.S. Billboard Hot 100 | 79                |